# Chrysemosa laristana
Chrysemosa laristana is een insect uit de familie van de gaasvliegen (Chrysopidae), die tot de orde netvleugeligen (Neuroptera) behoort. 
Chrysemosa laristana is voor het eerst wetenschappelijk beschreven door Hölzel in 1982.